# Гацаев, Саид Асланбекович
Саи́д Асланбе́кович Гаца́ев (2 декабря 1938, Дышне-Ведено, Чечено-Ингушская АССР — 13 декабря 2012) — чеченский писатель, поэт, публицист, драматург, член Союза писателей Чеченской Республики.

## Биография
Родился в 1938 году в селе Дышне-Ведено. В 1944 году был депортирован. В депортации семья жила в Семипалатинской области Казахской ССР. В 1957 году окончил школу. В том же году семья вернулась на родину.
В 1963 году окончил историко-филологический факультет Чечено-Ингушского государственного педагогического института. После окончания института работал учителем в родном селе.
В 1973 году окончил аспирантуру Московского института мировой литературы имени A. M. Горького. После возвращения на родину не смог устроиться на исследовательскую работу, поэтому вынужден был вернуться к преподаванию в родном селе.
Перешёл на работу в редакцию Веденской районной газеты «Колхозная жизнь». Затем стал сотрудником республиканской газеты «Ленинский путь». Впоследствии был приглашён на должность преподавателя чеченской литературы в Чечено-Ингушский государственный университет.

## Творчество
Начал писать стихи в школьные годы. В годы депортации опубликовать их не было возможности, так как газеты на чеченском языке не издавались. Его первые стихи были опубликованы в альманахе «Орга» в 1961 году. С этого времени произведения Гацаева стали регулярно публиковаться на страницах районных и республиканских газет, альманахов «Орга» и «Утро гор», коллективных сборников молодых литераторов Чечено-Ингушетии: «Час рассвета», «Мелодии Родины», «По зову молодости» и других. Подборка произведений Гацаева была включена в «Антологию чеченской поэзии» (Москва, 2003 год).
За время более чем полувековой творческой деятельности им создано много произведений в самых разных жанрах: стихи, поэмы, басни, пьесы. Изданы его авторские сборники: «Утро» (1969), «Весенний шум» (1972), «Радость» (1981), «Вечерний вьюнок» (1988), «Хитрый кот» (1988) и другие.
Был автором ряда пьес, некоторые из которых были поставлены на сцене Чеченского драматического театра. Но особенно популярными стали его сатирические комедии «Чудаки» (1989) и «Бедовый зять» (1992). Спектакли Чечено-Ингушского государственного драматургического театра имени X. Нурадилова, поставленные по этим пьесам, были очень популярны и много лет не сходили со сцены.